# Can!ジャニ
『Can!ジャニ』（キャン ジャニ）は、テレビ朝日系列で2008年10月4日から2009年9月26日まで放送されていたバラエティ番組。関ジャニ∞の冠番組である。
正式な番組名は『関ジャニ∞地球救出大作戦 Can!ジャニ ～彼らはそれを可能にする～』（かんジャニエイトちきゅうきゅうしゅつだいさくせん キャンジャニ かれらはそれをかのうにする）。

## 概要
関ジャニ∞のテレビ朝日における不定期番組ながらも初の冠番組として2007年12月に放送された『関ジャニ∞の代打屋』（かんジャニエイトのだいだや）、2008年4月と6月に放送された『それゆけ!ダイダマン』、『それゆけ!ダイダマンZ』の流れを引き継ぎつつ、番組名の変更等一部リニューアルを経て新たにレギュラー化させて2008年10月4日にスタートした。
解決不可能とされる難題を視聴者からの依頼を元に、謎の番組キャラクターの『指令Can』（しれいきゃん）の指令のもと、関ジャニ∞のメンバーが2人一組（場合によっては3人1組）になって「世のため、人のため」体を張って解決させる。

## 出演者
- 関ジャニ∞（横山裕・渋谷すばる・村上信五・丸山隆平・安田章大・錦戸亮・大倉忠義）

## スタッフ
- ナレーション：平井啓二、萩野志保子（テレビ朝日アナウンサー）
- 構成：高須光聖、堀江利幸、大井洋一
- TD：中島浩司
- カメラ：五十嵐陽
- 音声：伊藤哲
- 音効：波多野精二
- 美術デザイン:中塚ひろし
- 美術進行:遠藤ゆか
- 大道具：畠山豊
- CGデザイン：横井勝、刑部まり子
- 編集：森川隆孝
- MA：阿部哲也
- スタイリスト：和田ユキヨ
- ヘアメイク：段久美子
- デスク：星野敬子
- 広報：下恵子
- 編成：白井伸之
- 協力：リトルベア
- 技術協力：SWISH JAPAN
- オブザーバー：山本たかお
- ディレクター：船引貴史、尾崎敦朗、佐藤啓、越智敦史
- 演出・プロデューサー：伊東寛晃
- チーフプロデューサー：佐藤信也
- 制作協力：ジャニーズ事務所
- 制作著作：テレビ朝日

## ネット局
- EXテレビ朝日
- HTB北海道テレビ放送（2008年11月8日～から放送開始。不定期扱い）参照 [注 1]
- ABA青森朝日放送（2008年12月15日16:30～から放送開始）
- AAB秋田朝日放送（2009年4月10日24:45～から放送開始）
- YTS山形テレビ (2009年4月4日13:00～から放送開始、2週遅れ)
- abn長野朝日放送 (2009年1月8日25:15～から放送開始)
- SATV静岡朝日テレビ（2009年4月18日25:55～から放送開始、4週遅れ）
- KUTVテレビ高知（TBS系列）（2008年11月15日土曜日～から放送開始）参照 [注 2]
- NCC長崎文化放送（2008年10月21日25:20～から放送開始、1週遅れ）
- BSS山陰放送（2009年4月3日23:55～から放送開始）